# Протести в Росії 2011—2013

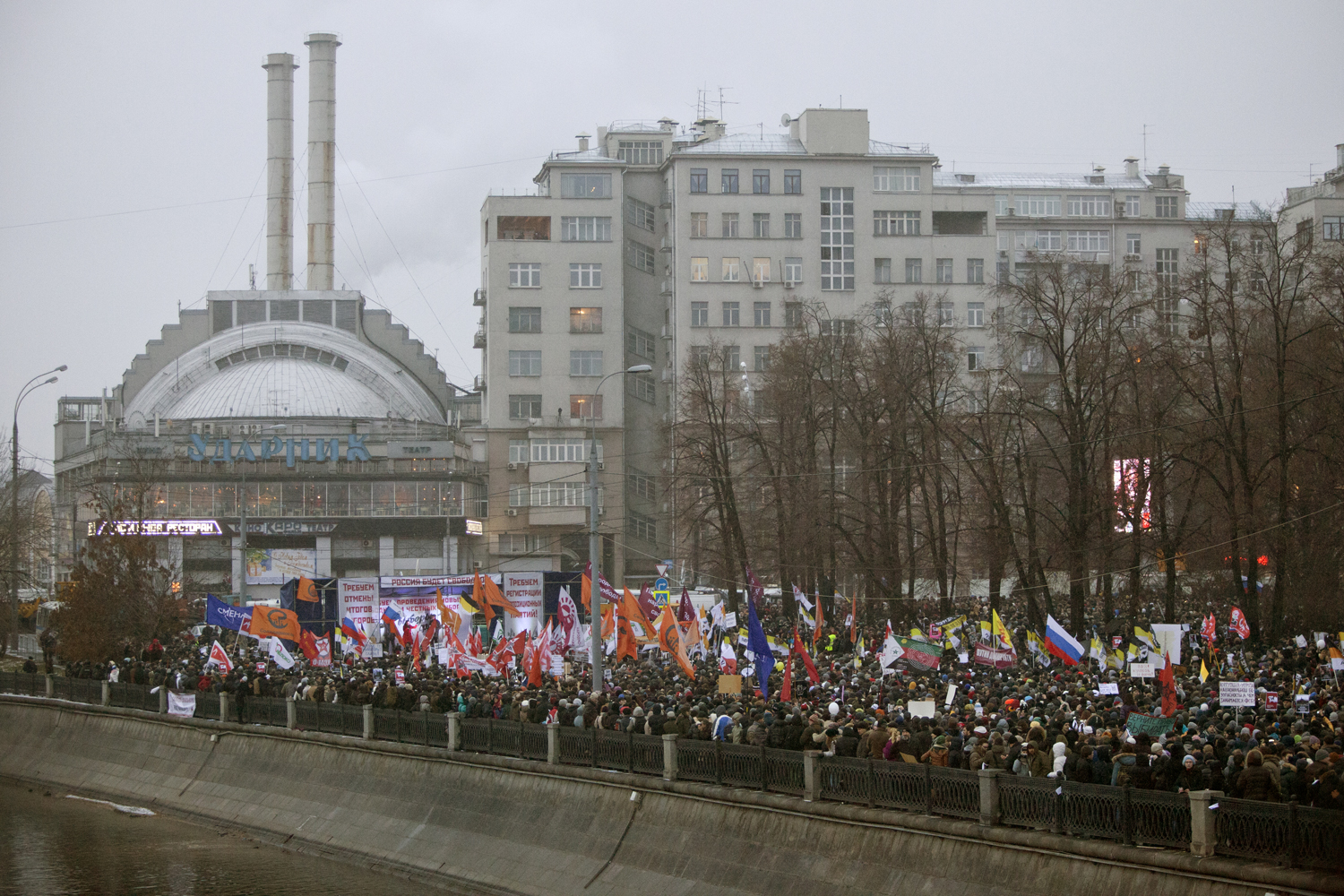
Акція протесту на Болотній площі у Москві 10 грудня 2011 року

Біла стрічка — символ протесту проти фальсифікації результатів виборів до Державної Думи Російської Федерації 2011 року.

Протести в Російській Федерації розпочалися у грудні 2011 року у зв'язку з незадоволенням масовими фальсифікаціями під час виборів до Державної Думи РФ, за результатами яких парламентську більшість отримала правляча партія «Єдина Росія».

## 2011

### 5 грудня
- Увечері в понеділок 5 грудня 2011 на Чистопрудному бульварі біля пам'ятника А. Грибоєдову відбувся багатотисячний (що був санкціонований владою) мітинг опозиції з кількістю учасників близько 8 000 осіб, організований Рухом Солідарність, що виступав проти фальсифікації Виборів. Лідери мітингу закликали йти до будівлі ЦВК. Як наслідок, 300 осіб було заарештовано[3].

### 6 грудня
- 6 грудня 2011 для забезпечення спокою до Москви було стягнуто Внутрішні війська МВС Росії[4]. У ніч з 6 грудня, як повідомлялося, щонайменше 600 протестувальників на Тріумфальній площі скандували гасла проти Путіна[5], в той час як антиурядові протестувальники на площі Революції біля Кремлівської стіни зіткнулися з ОМОНом і внутрішніми військами міністерства[6], поліція застосувала силу до близько 100 протестувальників, заарештувавши деяких з них[7]. Кількість мітингарів, як пізніше повідомлялося, сягнула понад 1000 осіб на Тріумфальній площі. Було зареєстровано десятки арештів, зокрема арешт Бориса Нємцова, лідера опозиції і колишнього віце-прем'єра[8], також арешт Олексія Навального, топ блогера і активіста.[9] Протестувальники кидали пляшки із запальною сумішшю у ряди прихильників Путіна в нічний час, і понад 250 були заарештовані, а поліція використовувала автобуси для транспортування протестувальників до відділення міліції. Принаймні, один російський журналіст стверджував, що він був побитий поліцейськими, які завдали йому удари ногами і кийками[10]. Ще 200 арештів були зареєстровані в Санкт-Петербурзі і 25 в Ростові в ту ж ніч, коли проходили антиурядові демонстрації. Після 3 з половиною години, протести в Москві закінчилися[11].

Були повідомлення про протести різних розмірів як мінімум в 50 містах Росії між 5 і 6 грудня.

### 10 грудня
У суботу мітинги протесту пройшли по всій Росії. Мітинги солідарності також пройшли в інших країнах. До участі в мітингах закликали багато опозиційних партій та громадські діячі.

##### Москва

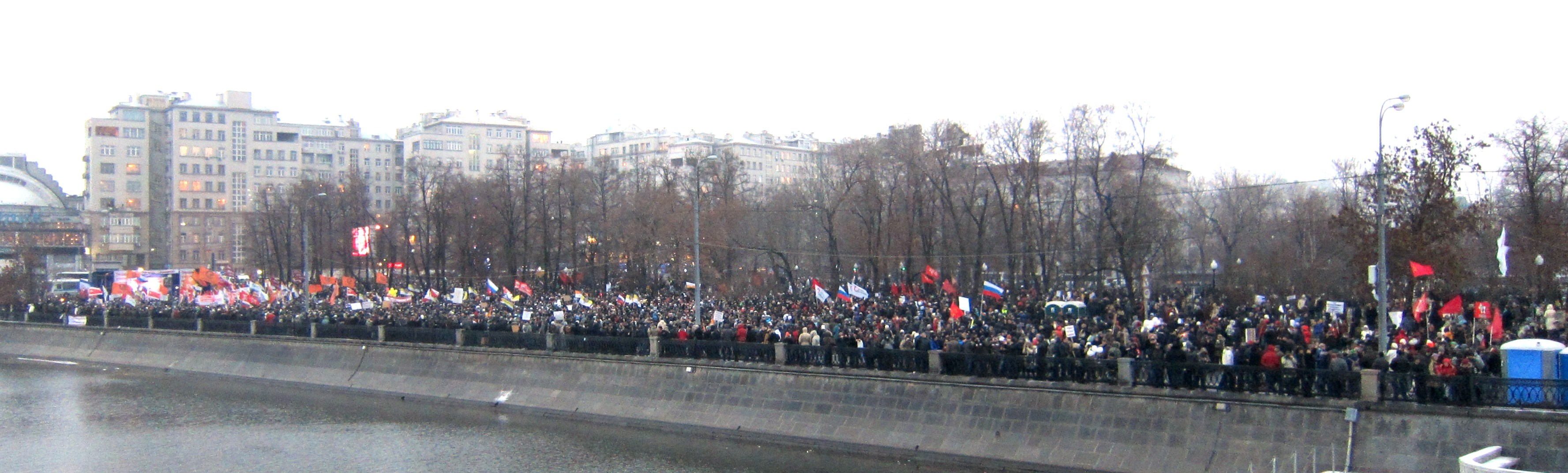
Мітинг на Болотній площі, вид з мосту Лужкова

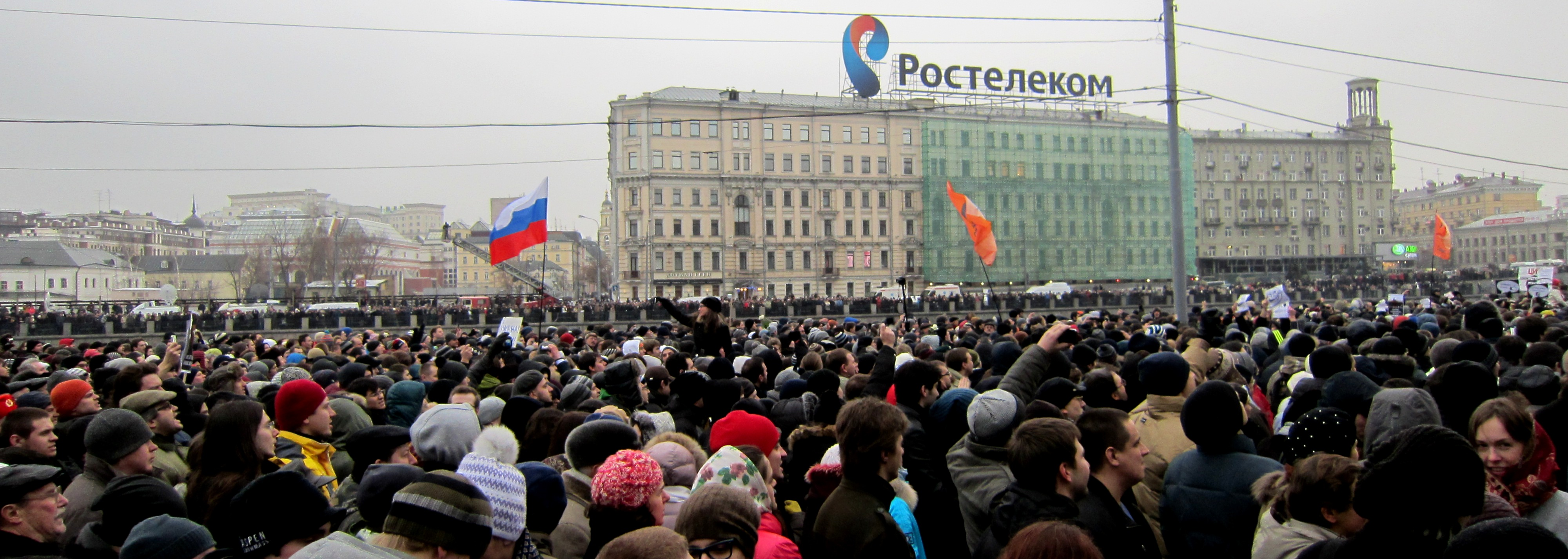
Мітинг на Болотній площі

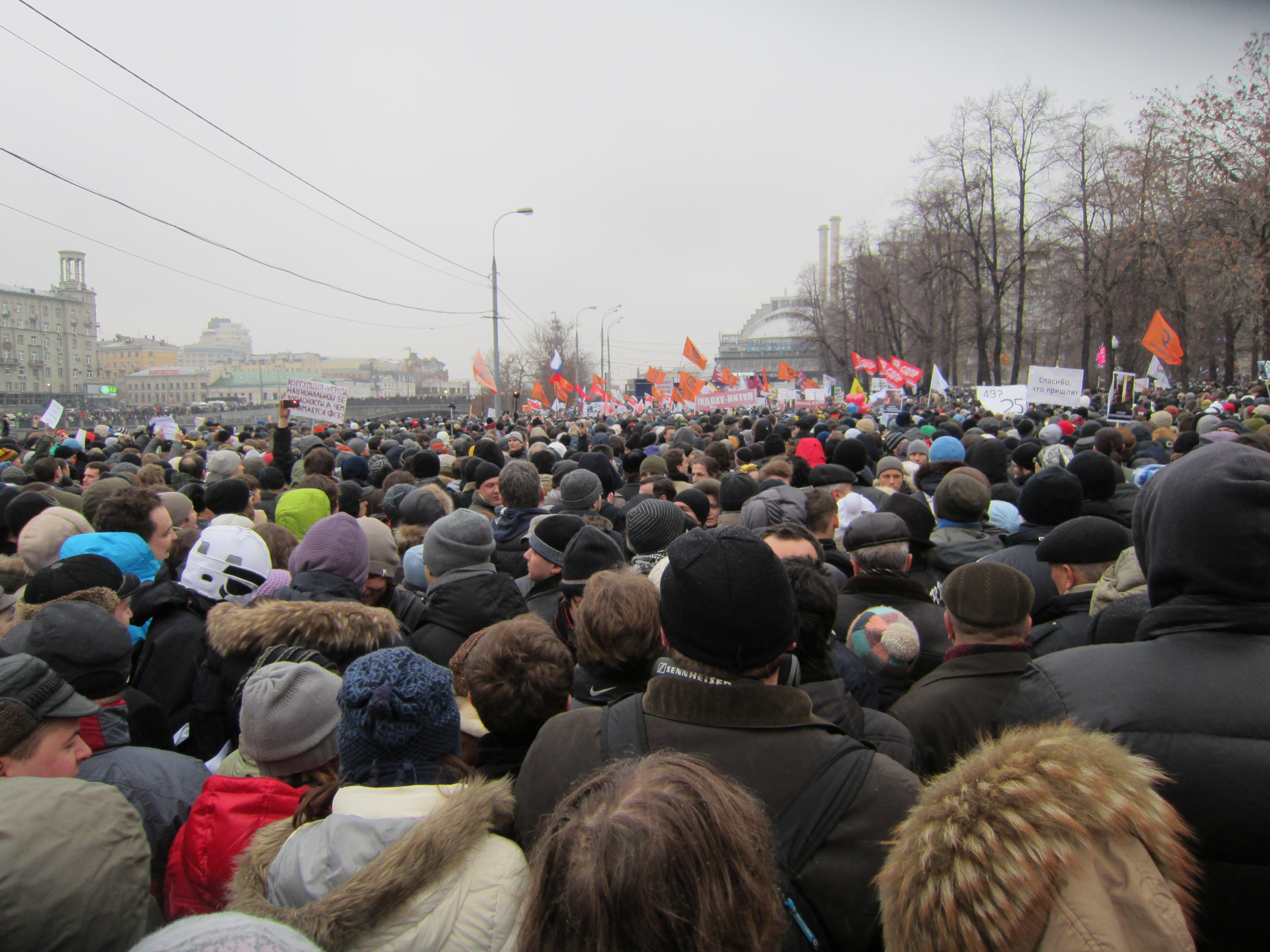
Мітинг на Болотній площі

Заява про проведення мітингу подали представники «Лівого фронту» і «Солідарності». Заявлено до 30 000 учасників. Мітинг пройшов спільно з іншими політичними організаціями. Акцію підтримала партія « Яблуко». Раніше мітинг був заявлений і узгоджений для проведення на площі Революції, однак кількість заявлених учасників становила 300. Тому було погоджено проведення мітингу на Болотній площі з 14:00 до 18:00, з числом учасників до 30 000 осіб.

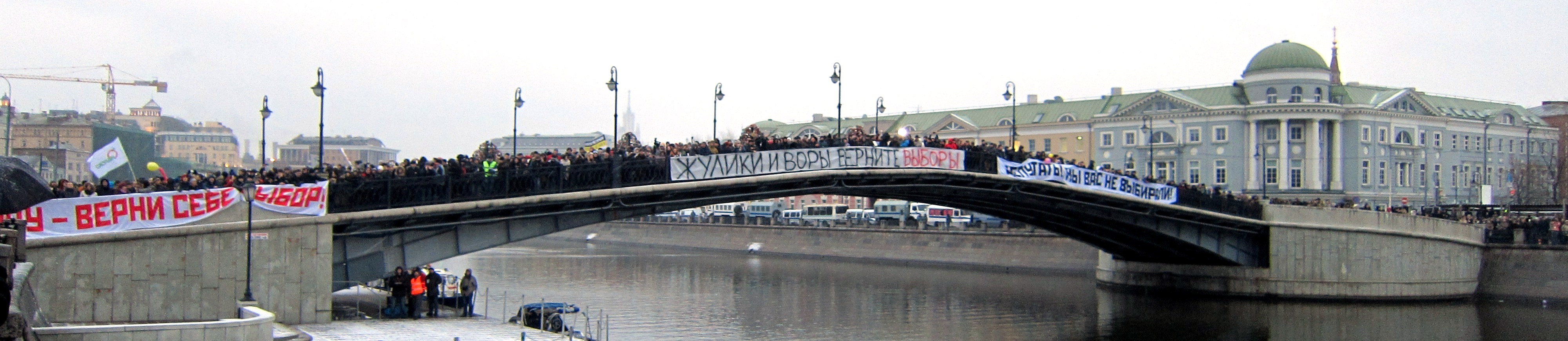
Лужков міст, з вивішеними транспарантами «Шахраї та злодії поверніть вибори», «Депутати, ми вас не вибирали!» (з-під мосту на Кадашевській набережній видно колону поліцейської техніки)

У зв'язку з перенесенням місця мітингу за добу до початку акції, частина мітингувальників прийшла на площу Революції. Мерія зобов'язалася організувати безпечний прохід учасників мітингу на Болотну. Кілька тисяч демонстрантів організованими колонами без пригод пройшли від площі Революції до Болотної.

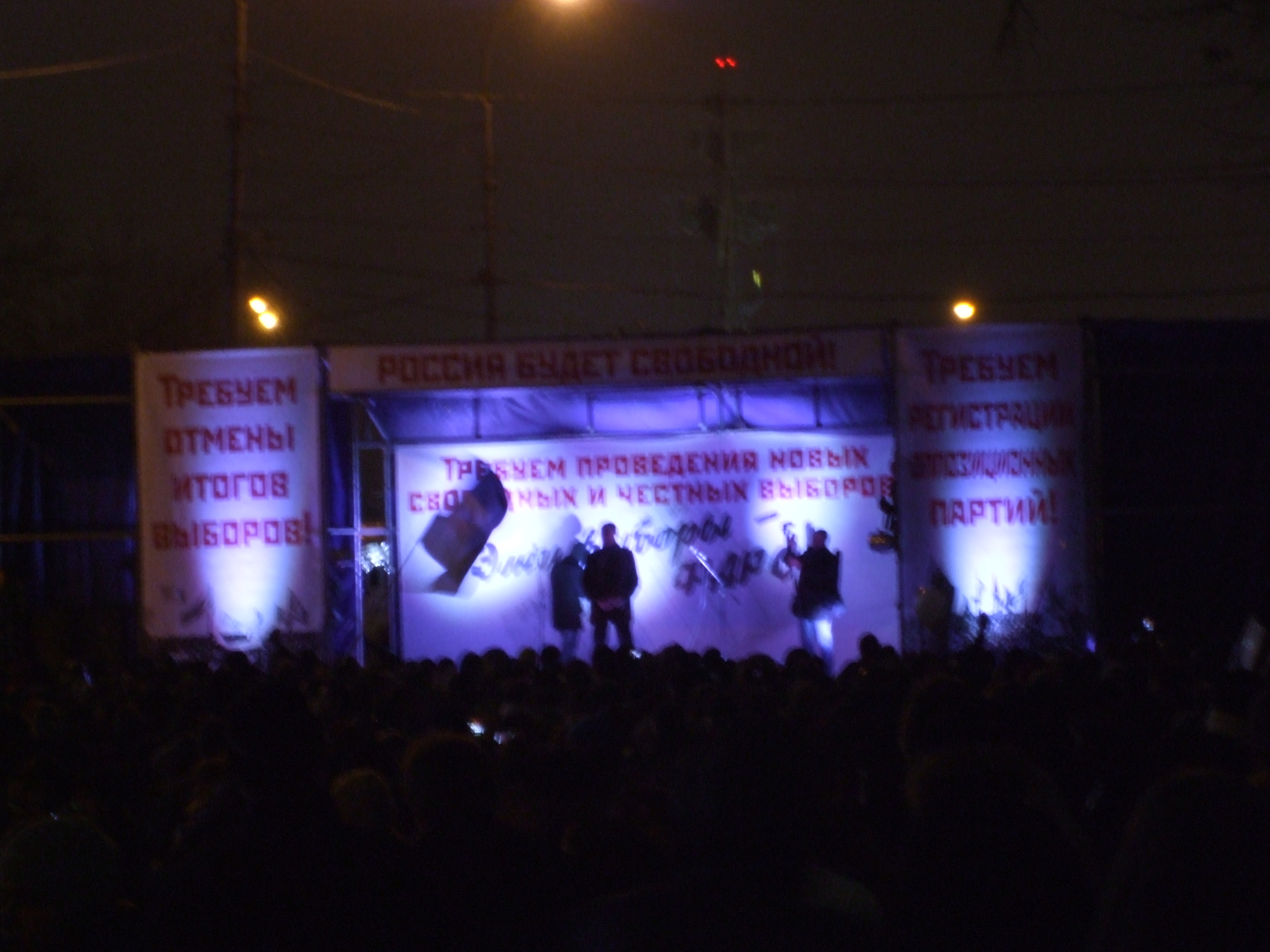
Сцена мітингу: «Росія буде вільною», «Вимагаємо скасування результатів виборів», «Вимагаємо реєстрації опозиційних партій», «Вимагаємо проведення нових вільних і чесних виборів»

Мітинг 10 грудня 2011 року в Москві розпочався з виконання пісні гурту Рабфак «Наш дурдом голосует за Путина».
Серед тих, хто виступив, були: Борис Акунін, Дмитро Биков, Генадій Гудков, Михайло Делягін, Михайло Касьянов, Костянтин Крилов, Сергій Мітрохін, Борис Нємцов, Дмитро Орєшкін, Олег Орлов, Леонід Парфьонов, Андрій Піонтковський, Володимир Рижков, Анастасія Удальцова, Євгенія Чирикова, Григорій Явлінський та інші.
Мітинг у Москві на Болотній площі зібрав від 25 тисяч, за даними ГУМВС, до 150 тисяч учасників, за заявами деяких організаторів. Борис Нємцов у своєму блозі зазначив, що учасників було понад 100 тисяч. За даними Граней.ру, мітинг на Болотній зібрав від 85 до 150 тисяч осіб. За оцінкою кореспондентів Газети. Ru, найреалістичніша цифра учасників — близько 50-60 тисяч.
Однією з вимог мітингувальників стало призначення перевиборів, а також звільнення політв'язнів і відставка глави ЦВК Володимира Чурова. Зокрема, на мітингу були протестувальники з плакатом «Я не вірю Чурову! Я вірю Гаусу!» — вказівка на те, що статистична модель залежності голосів за «Єдину Росію» від явки виборців суперечить нормальному гаусовому розподілу і свідчить про вкидання на виборчих дільницях (див. статтю Порушення законодавства на виборах до Державної думи 2011).

Вимагаємо нових виборів!
Резолюція загальногромадянського мітингу «За чесні вибори», Москва, 10 грудня 2011
Учасники мітингу вимагають:
1. Негайного звільнення всіх політв'язнів.
2. Скасування підсумків сфальсифікованих виборів.
3. Відставки Чурова і розслідування його діяльності, розслідування всіх фактів порушень і фальсифікацій, покарання винних.
4. Реєстрації опозиційних партій, прийняття демократичного законодавства про партії та вибори.
5. Проведення нових відкритих і чесних виборів.

Фото тексту резолюції]. 
Маніфестанти дали владі два тижні на виконання висунутих вимог і призначили черговий мітинг на 24 грудня.

#### Санкт-Петербург

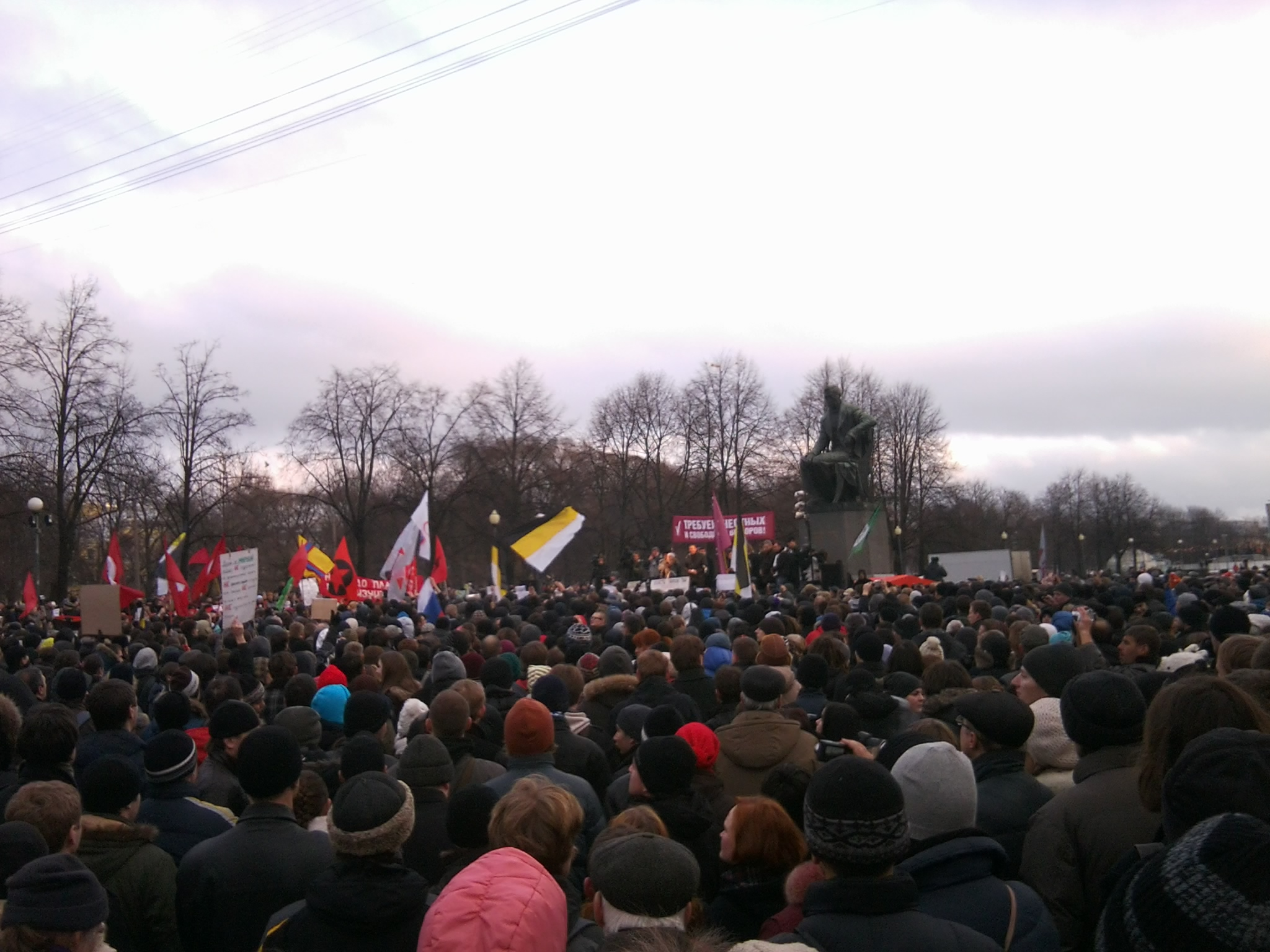
Мітинг у Санкт-Петербурзі 10 грудня 2011 року на Піонерській площі

Спочатку мітинг був запланований на площі Повстання. За інформацією у ЗМІ влада Петербурга погодила проведення мітингу 10 грудня на Піонерській площі (у ТЮГу, станція метро «Пушкінська») з 15:30 до 19:00. Дозволена кількість людей на мітингу — 3 тисячі, однак за даними поліції в протестах взяло участь 7 тис. осіб. О 14 годині, учасники акції зустрічаються біля станції метро «Площадь Восстания», потім тротуарами йдуть в бік Піонерської площі, й там їх уже чекає підготовлена площадка.
Офіційного підтвердження адміністрацією Санкт-Петербурга немає. Раніше губернатор Петербурга Георгій Полтавченко назвав мітинг «ретельно спланованою закордонною провокацією». Керівник відділення Об'єднаного громадянського фронту у Санкт-Петербурзі Ольга Курносова у своєму блозі зазначила, що інформацію про узгодження мітингу підтверджують вищі чини ГУВС, яким дана команда сприяти його проведенню.

#### Нижній Новгород

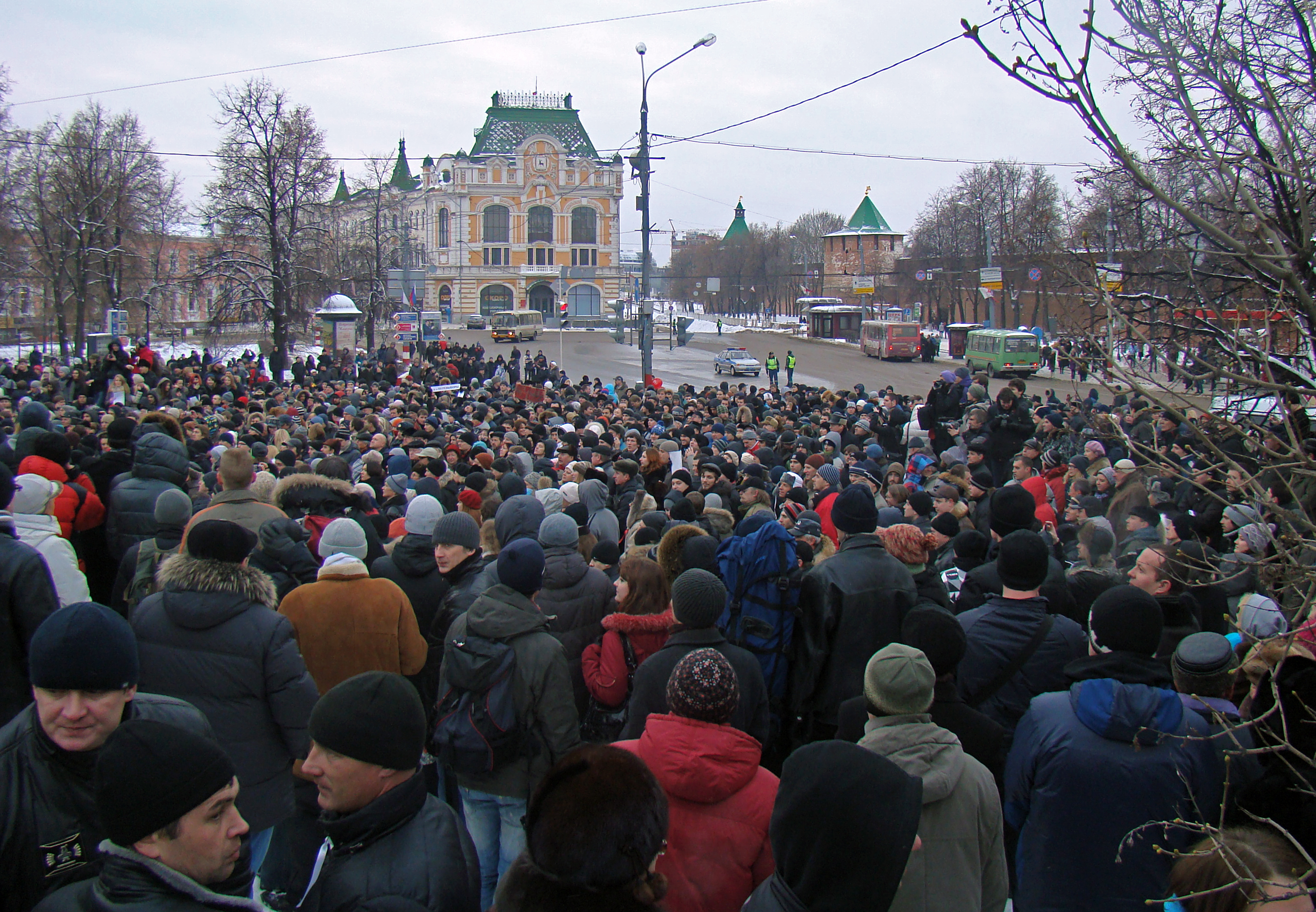
Мітинг у Нижньому Новгороді на площі Мініна і Пожарського

Мітинг «За чесні вибори» відбувся 10 грудня з 15:00 до 17:00 на центральній площі міста, площі Мініна і Пожарського, розташованої прямо біля стін Нижньогородського кремля. Фактичними організаторами мітингу виступила група активістів, яка створила відповідну групу «Вконтакте». Організатори підкреслювали, що мітинг не прив'язаний до якої-небудь політичної партії або громадської організації, проте офіційно організаторами значилося місцеве відділення КПРФ, що спочатку підтримало цю акцію. Один з учасників заходу, Олексій Садомовський, стверджував, що очікувалася також підтримка з боку партій «Яблуко» і «Справедлива Росія».
За інформацією ГУМВС Росії, акція зібрала близько 500 осіб. Організатори стверджували, що учасників було близько 2000. Попри її несанкціонований характер, ніяких затримань поліцією не проводилося. З мітингувальниками зустрівся голова адміністрації Нижнього Новгорода Олег Кондрашов.

#### Інші міста
В інших містах Російської Федерації також пройшли акції протесту. А саме в Архангельську, Барнаулі, Владивостоку, Вологді, Воронежі, Єкатеринбурзі, Іванові, Іжевську, Казані, Калінінграді, Краснодарі, Липецьку, Мурманську, Нижньому Новгороді, Новосибірську, Орлі, Пензі, Петрозаводську, Пермі, Ростові-на-Дону, Саратові, Томську, Челябінську, Ярославлі.

### 11 грудня
Продовжуючи загальний протест, 11 грудня на Болотній площі в Москві екстремістський рух «Русские» провів акцію протесту.

#### Мурманськ
Санкціонований мітинг біля пам'ятника Жертвам інтервенції о 14:00.

#### Перм
Санкціонований мітинг пройде біля пам'ятника Пермському ведмедю (навпроти ЦУМ). За неофіційними даними мітинг збере від 3000 до 10 000 осіб.

#### 17 грудня
На 17 грудня в Москві анонсований мітинг проти порушень на виборах, який планує провести партія Яблуко.

### 18 грудня
- Москва, 12:00 — Комуністична партія РФ провела мітинг на Манежній площі який зібрав 3-4 тисячі учасників[45].
- Санкт-Петербург, дозволений мітинг протесту — о 14 годині на Піонерській площі. Мітинг організований громадянами і підтриманий партіями «Яблуко», КПРФ і «Справедлива Росія»[46].
- Іжевськ, санкціонований мітинг протесту — о 12.00, біля Вічного вогню, навпроти Держради Удмуртської Республіки. Заявлена кількість учасників — до 2 000 осі[47].

### 24 грудня

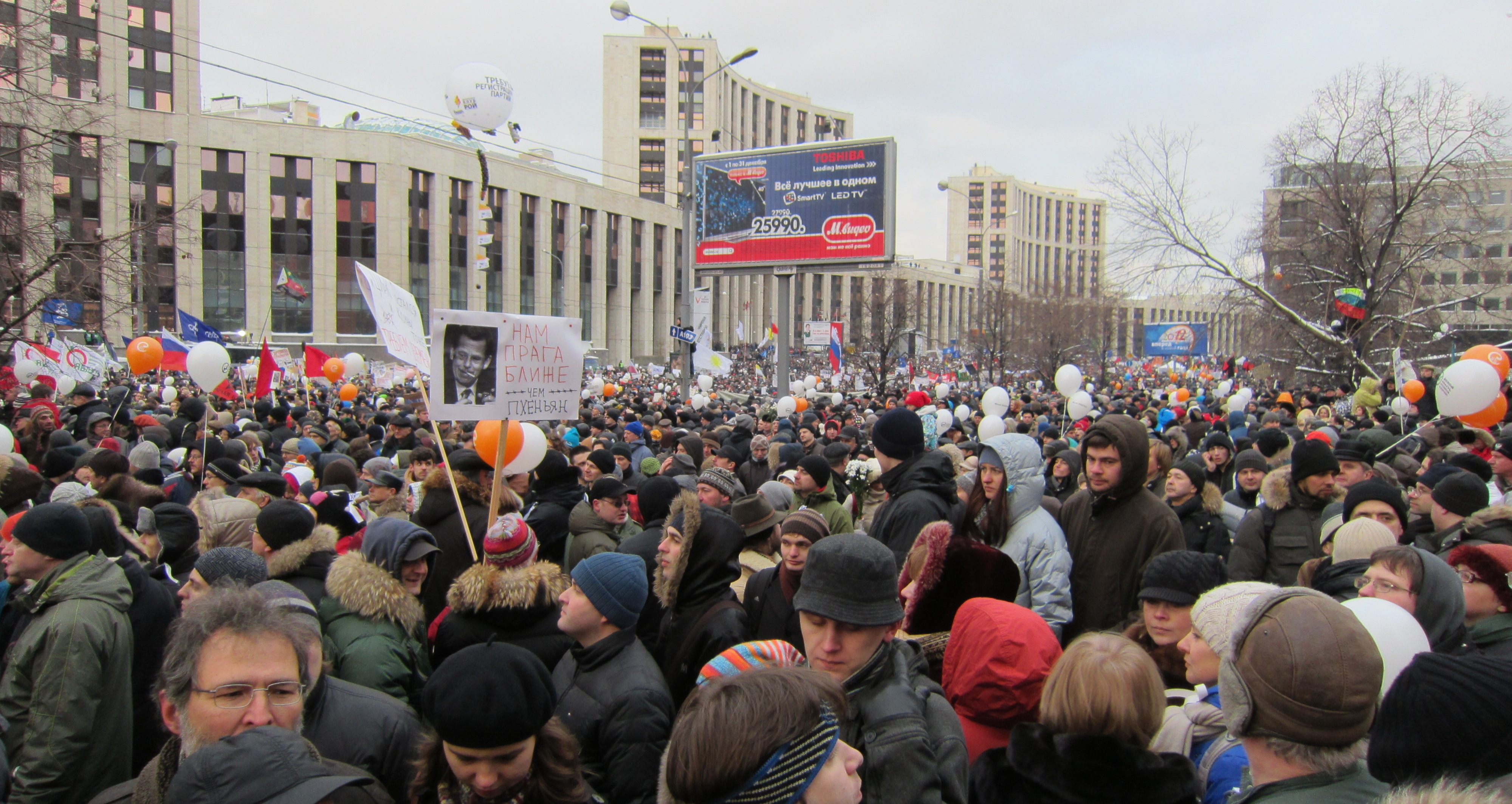
Мітинг у Москві на проспекті Сахарова. В центрі світлини на плакаті поряд зі світлиною Вацлава Гавела напис: «Нам Прага ближче, ніж Пхеньян»

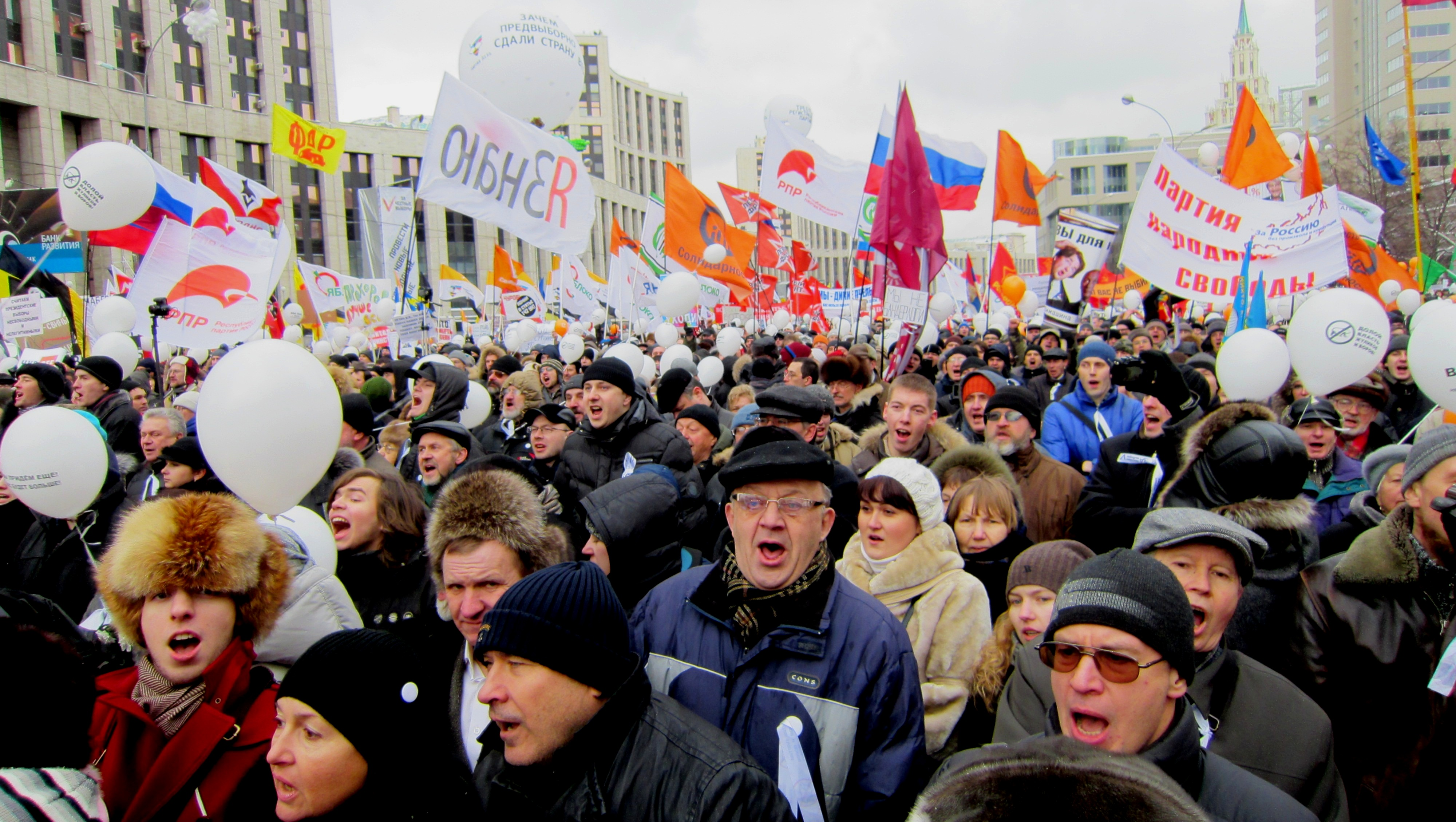
Мітинг у Москві на проспекті Сахарова

#### Москва
Мітинг пройшов на проспекті Сахарова. Він зібрав більше людей, ніж попередній, який відбувся 10 грудня на Болотній площі і став наймасовішим за десятиліття. За оцінками організаторів, у мітингу на пр. Сахарова взяли участь 120 тисяч осіб. За даними ж ГУ МВС РФ по Москві, чисельність учасників становила до 30 тисяч .За підрахунками Новой газеты, у мітингу взяли участь 102 тисячі 486 осіб.
Серед тих, хто виступив зі сцени — опозиціонери Борис Нємцов, Григорій Явлінський, Михайло Касьянов та Володимир Рижков, блогер Олексій Навальний, письменник Борис Акунін, колишній міністр фінансів Росії Олексій Кудрін.
Мітинг завершився додаванням до резолюції, яка була прийнята на Болотній площі, двох нових пунктів. Один пункт стосується створення об'єднання виборців для розслідування порушень на виборах, інший містить заклик до жителів країни «не віддати Володимиру Путіну жодного голосу на виборах 4 березня 2012».

#### Санкт-Петербург
У Санкт-Петербурзі мітинг «За чесні вибори» зібрав понад 4000 осіб.

#### Інші міста
Акції також пройшли й в інших містах: Абакан, Архангельськ, Володимир, Волгоград, Іваново, Казань, Кіров, Красноярськ, Липецьк, Нижній Новгород, Новосибірськ, Пенза, Перм, П'ятигорськ, Ростов-на-Дону, Рязань, Самара, Саратов, Томськ, Челябінськ, Ярославль.

#### Україна. Київ
У Києві кілька українців каталися на каруселі з плакатами на підтримку росіян.

#### Україна. Сімферополь
Близько 20 студентів пікетували Генеральне консульство Росії у Сімферополі, висловлюючи підтримку учасникам опозиційних мітингів у Росії.

## 2012

#### Червень

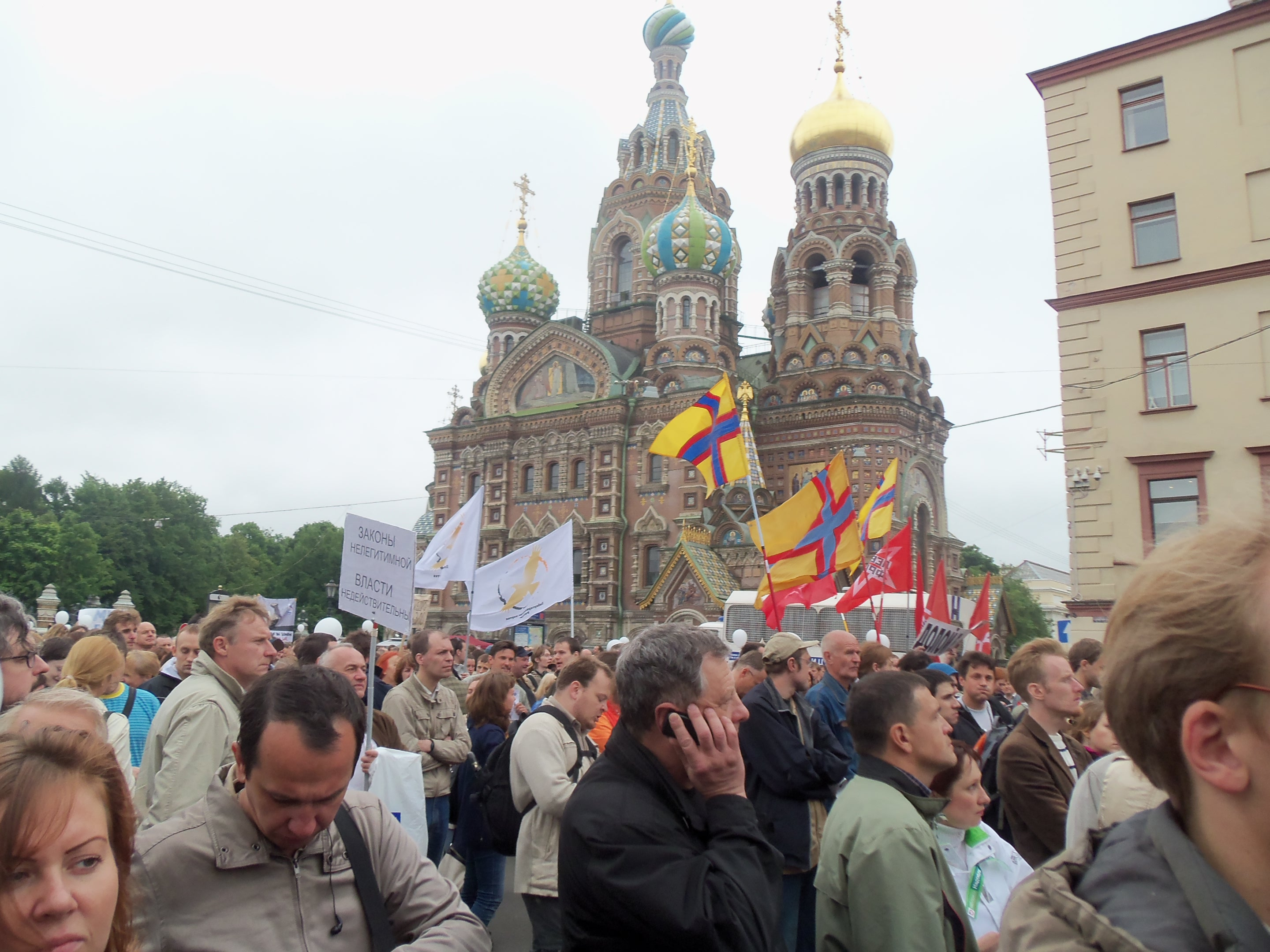
Мітинг в Санкт-Петербурзі у Спаса-на-Крові

У Москві відбувся опозиційний «Марш мільйонів». У День Росії майже 50 тисяч осіб пройшлися від Пушкінської площі до проспекту Сахарова, де відбувся мітинг. На ньому ухвалено «Маніфест вільної Росії», в якому перераховано сім кроків, котрі необхідні для «створення в Росії фундаментальних засад суспільства і держави». Йдеться про відставку Володимира Путіна, чесні вибори до парламенту, реформу Конституції, що скоротила б президентський термін і розширила повноваження Думи, ухвалу нових законів про вибори президента та люстрацію в судовій і правоохоронній системах.